# Aulos, Ariège
Aulos är en kommun i departementet Ariège i regionen Occitanien i södra Frankrike. Kommunen ligger  i kantonen Les Cabannes som ligger i arrondissementet Foix. År 2018 hade Aulos 54 invånare.

## Befolkningsutveckling
Antalet invånare i kommunen Aulos
Referens: INSEE